# Syndrome de microdélétion 3q29
 (août 2024).
La mise en forme du texte ne suit pas les recommandations de Wikipédia : il faut le « wikifier ».
Les points d'amélioration suivants sont les cas les plus fréquents :
- Les titres sont pré-formatés par le logiciel. Ils ne sont ni en capitales, ni en gras.
- Le texte ne doit pas être écrit en capitales (les noms de famille non plus), ni en gras, ni en italique, ni en « petit »…
- Le gras n'est utilisé que pour surligner le titre de l'article dans l'introduction, une seule fois.
- L'italique est rarement utilisé : mots en langue étrangère, titres d'œuvres, noms de bateaux, etc.
- Les citations ne sont pas en italique mais en corps de texte normal. Elles sont entourées par des guillemets français : « et ».
- Les listes à puces sont à éviter, des paragraphes rédigés étant largement préférés. Les tableaux sont à réserver à la présentation de données structurées (résultats, etc.).
- Les appels de note de bas de page (petits chiffres en exposant, introduits par l'outil «  Source ») sont à placer entre la fin de phrase et le point final[comme ça].
- Les liens internes (vers d'autres articles de Wikipédia) sont à choisir avec parcimonie. Créez des liens vers des articles approfondissant le sujet. Les termes génériques sans rapport avec le sujet sont à éviter, ainsi que les répétitions de liens vers un même terme.
- Les liens externes sont à placer uniquement dans une section « Liens externes », à la fin de l'article. Ces liens sont à choisir avec parcimonie suivant les règles définies. Si un lien sert de source à l'article, son insertion dans le texte est à faire par les notes de bas de page.
- La présentation des références doit suivre les conventions bibliographiques. Il est recommandé d'utiliser les modèles {{Ouvrage}}, {{Chapitre}}, {{Article}}, {{Lien web}} et/ou {{Bibliographie}}. Le mode d'édition visuel peut mettre en forme automatiquement les références.
- Insérer une infobox (cadre d'informations à droite) n'est pas obligatoire pour parachever la mise en page.

Pour une aide détaillée, merci de consulter Aide:Wikification.
Si vous pensez que ces points ont été résolus, vous pouvez retirer ce bandeau et améliorer la mise en forme d'un autre article.
 Mise en garde médicale
Le syndrome de microdélétion 3q29 est une maladie génétique rare causée par la délétion d'un segment du chromosome 3 humain. Ce syndrome a été décrit pour la première fois en 2005,.

## Présentation
Le phénotype clinique du syndrome de microdélétion 3q29 est variable. Les caractéristiques cliniques peuvent inclure une déficience intellectuelle légère à modérée avec des traits faciaux légèrement dysmorphiques (visage long et étroit, philtrum court et arête nasale haute). Sur les 6 patients signalés, des caractéristiques supplémentaires, notamment l'autisme, l'ataxie, une déformation de la paroi thoracique et des doigts longs et effilés, ont été trouvées chez au moins deux patients.[1] Une étude portant sur 14 enfants présentant des délétions interstitielles de 3q29 a révélé que 11 d'entre eux présentaient une délétion typique de 1,6 Mpb associée à  une déficience intellectuelle et une microcéphalie.
La variabilité du phénotype est soulignée par un rapport concernant un patient de sexe masculin âgé de 6 puis 9/12 ans présentant une microdélétion de novo du chromosome 3q29 identifiée par un test d'hybridation génomique comparative sur matrice BAC (bacterial artificial chromosomes), accompagnée d'une analyse chromosomique normale (46,XY) à haute résolution. Le patient présente des troubles d'apprentissage basés sur le langage et des caractéristiques comportementales compatibles avec les diagnostics d'autisme et de trouble déficitaire de l'attention avec hyperactivité (TDAH) de type inattentif. Il présente également d'autres caractéristiques précédemment associées à la microdélétion du chromosome 3q29, telles qu'un visage allongé, de longs doigts et une laxité articulaire. Plus particulièrement, le patient, selon les tests formels de QI, ne présentait pas de déficience intellectuelle. Le patient a démontré un résultat de QI complet moyen ce qui le démarque des patients précédemment signalés avec une délétion terminale du chromosome 3q29 associée à une des déficience intellectuelle. Ce rapport élargit encore le spectre phénotypique pour inclure la possibilité d'une intelligence normale corroborée par des tests psychoéducatifs longitudinaux formels.
Des recherches chez certaines populations dont les Juifs ashkénazes ont montré que le syndrome de microdélétion 3q29 est associé à un risque significativement accru de schizophrénie,.